# Sesta colonna (film)
Sesta colonna (All Through the Night) è un film del 1942 diretto da Vincent Sherman.

## Trama
Gloves Donahue, fuorilegge abituale, dopo l'assassinio di un suo amico, si mette sulle tracce del colpevole per vendicarlo, ma si trova, suo malgrado, davanti a una banda di spie naziste che in territorio statunitense operano per favorire le mire della Germania in guerra. Gloves inizia una sua guerra personale riuscendo a far arrestare dalla polizia l'intera organizzazione nazista.